# Dobrana
Dobrana – wieś w Rumunii, w okręgu Gorj, w gminie Prigoria. W 2011 roku liczyła 307 mieszkańców.